# Museo archeologico di Volo
Il Museo Archeologico di Volo, noto anche come Museo Archeologico Athanasakeion di Volo, è un museo che si trova a Volos in Grecia, che espone reperti provenienti da molti scavi realizzati in Tessaglia a partire dall'inizio del XX secolo fino ai giorni nostri. 

## Il museo
L'esposizione include gioielli, utensili domestici e attrezzi agricoli, provenienti dagli insediamenti neolitici di Dimini e Sesklo, oltre a statuette di argilla e un'ampia varietà di oggetti del periodo geometrico, un periodo di grandi eventi mitologici, come la spedizione degli Argonauti e la guerra di Troia. 
Sono presenti anche statue, e rare statuette snodabili del periodo classico, rare stele con rilievi del periodo ellenistico, che presentano colori in buono stato di conservazione. 
Tra le altre, sono esposte anche tombe trasportate nella loro interezza dai siti archeologici in cui furono scoperte, insieme allo scheletro umano e alle offerte poste attorno ad esso. 
Appena fuori dal museo ci sono alcune interessanti ricostruzioni delle case neolitiche di Dimini e Sesklo.